# CXOU J164710.2-455216
CXOU J164710.2-455216 — аномальный рентгеновский пульсар в массивном рассеянном скоплении Westerlund 1, принадлежащем Млечному Пути. Является самым сильным источником рентгеновского излучения в скоплении, был открыт в 2005 г. при наблюдениях, осуществляемых космической обсерваторией Чандра. Считается, что Westerlund 1 образовалось в результате единой вспышки звездообразования, в таком случае масса звезды-предшественника пульсара должна была превышать 40 масс Солнца. Поскольку в итоге эволюции данной массивной звезды образовалась не чёрная дыра, а нейтронная звезда, то не менее 95 % первоначальной массы звезды должно было рассеяться до или в течение вспышки сверхновой, в результате которой образовался магнетар.
21 сентября 2006 г космическая обсерватория Swift зарегистрировала два гамма-всплеска длительностью 20 мкс в направлении скопления Westerlund 1. На телескопе XMM-Newton проводились наблюдения в данной области неба за 4 дня до гамма-всплесков и спустя 1.5 дня после их обнаружения, показавшие, что источником вспышек был магнетар, причем во время гамма-всплесков светимость источника в рентгеновском диапазоне повышалась в 100 раз.